# Diathryptica
Diathryptica is een geslacht van vlinders van de familie koolmotten (Plutellidae).

## Soorten
- D. callibrya Turner, 1923
- D. euryphracta (Meyrick, 1893)
- D. proterva Meyrick, 1907
- D. theticopis Turner, 1923